# Teodoro García Simental
Teodoro García Simental, vulgo El Teo ou El Tres Letras (Culiacán, 1974) é um megatraficante de drogas mexicano. É um membro do Cartel de Tijuana.
É conhecido por seus métodos de execução extravagantes que incluem a dissolução de corpos humanos em ácido corrosivo e tortura.
Até a data de sua captura era um dos narcotraficantes mais procurados do México. O governo mexicano já chegou a oferecer 2,3 milhões de dólares por informações sobre El Teo. Foi capturado em 12 de janeiro de 2010 juntamente com seus irmãos, pela Polícia Federal do México.